# つくりもんまつり

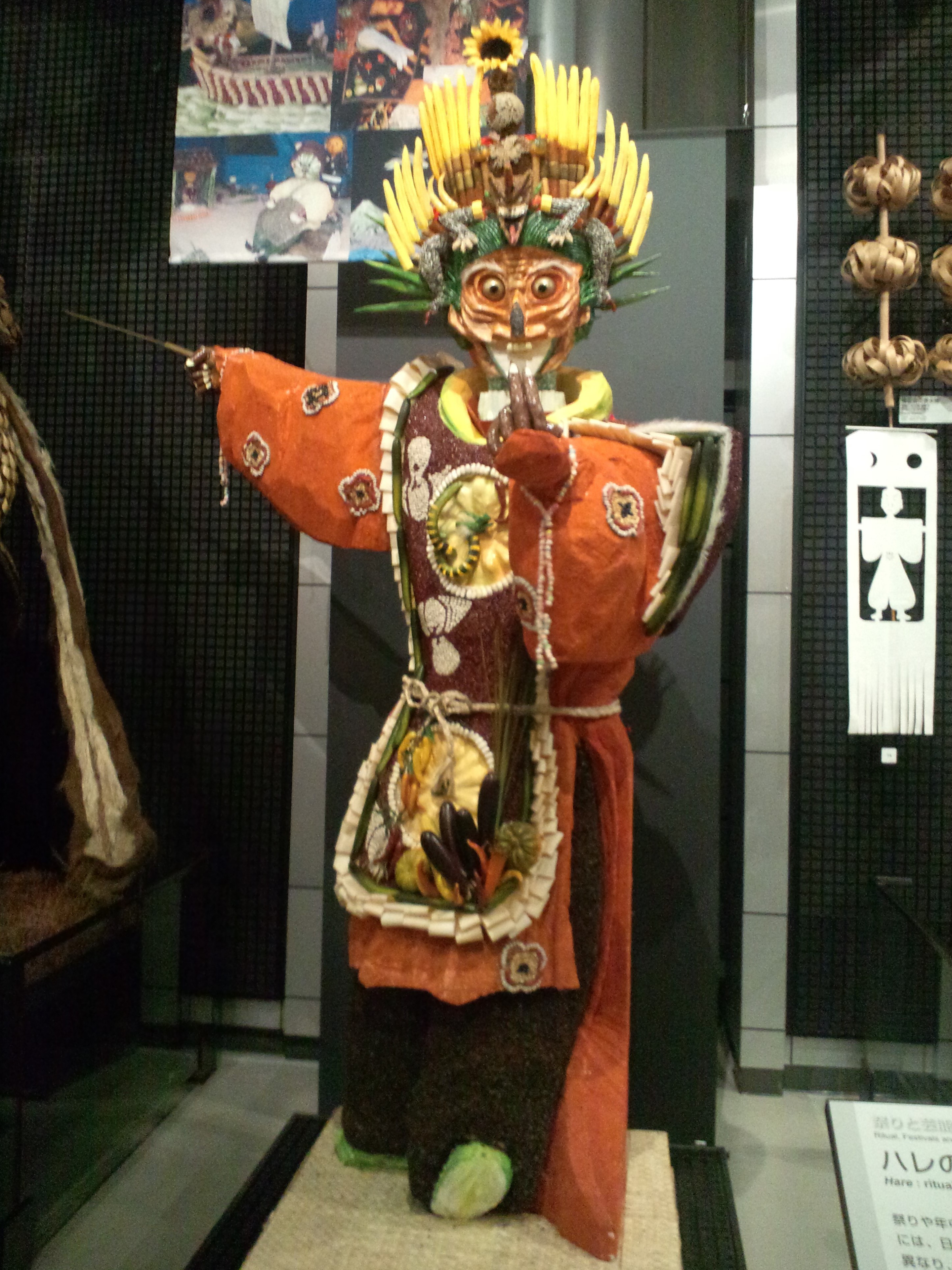
つくりもんまつりの人形（蘭陵王）

つくりもんまつりは、江戸時代中期より300年以上続く富山県高岡市福岡町（旧 西礪波郡福岡町）市街地一円で、毎年9月23・24日に行なわれる野菜や果物等を用いて人形などを作り市街地各所に飾り、五穀豊穣を祈願する素朴で趣向を凝らした奇祭である。

## 概要
つくりもんまつりは、もともと地蔵祭りに収穫した野菜などをお供えしていたものが地蔵祭りに作り物の催しが行なわれるようになり、やがて日時が9月に行なわれるようになったもので、素朴だがたいへんユニークな祭りである。現在も同日に地区内3ヵ所の地蔵尊の地蔵祭りが行なわれるほか、町内を流れる岸渡川での燈籠流し、雅楽、吹奏楽、民謡の演奏など、期間中はさまざまなイベントも行なわれる。
つくりもんの作品はその年に話題になった人物や風刺を利かせたもの、また歴史上の人物、人気キャラクター、風景や建造物、地元の風物などを、野菜、果物、穀物、草木、花、海産物（乾物等）などを用いて製作する。作品は小さな物から高さ5、6m以上の大きいものまで、使用する具材の質感、色などをうまく利用し、約1週間から1ヶ月掛けて立体的または絵画のように作り上げていく。
つくりもんはもともと町内会や婦人会などが製作していたが、現在ではその他に地元企業、小学校や中学校・高校の生徒・県内外の大学生など、30数団体が40点前後の作品を出品し、町内各所に展示される。また昭和30年代よりつくりもんコンクールが開かれており、優勝作品はじめ各賞が選ばれる。
なおつくりもんまつり実行委員会は、2006年（平成18年）にサントリー文化財団より「サントリー地域文化賞」受賞のほか、数多くの賞を受賞している。また同年、富山県より「とやまの文化財百選（とやまの祭り百選部門）」に選定されている。
2020年（令和2年）6月26日、新型コロナウイルス感染症の拡大を受け、関係諸団体はこの年の開催中止を決定した。2021年（令和3年）も中止となり、2022年（令和4年）9月23日、9月24日に3年ぶりに開催された。

## 特別展示
2013年（平成25年）3月22日より大阪府吹田市にある国立民族学博物館で、雅楽の曲目の一つである「蘭陵王」を題材にした高さ2.5mのつくりもん人形が、10年間常設展示されることとなった。展示される人形は野菜などの生ものを使用せず、紙粘土で野菜を模したレプリカである。展示選考理由として、江戸時代より現代まで継承され、地域に根付いた祭りが日本を象徴する祭り文化として評価された。

## 受賞歴
- 2006年（平成18年） サントリー地域文化賞（サントリー文化財団）
- 2007年（平成19年） 北日本新聞文化功労賞（北日本新聞社）
- 2013年（平成25年） 地域再生大賞 優秀賞
- 2017年（平成29年）2月15日 ふるさとイベント大賞 大賞・内閣総理大臣賞（財団法人地域活性化センター）[5]

## その他
つくりもんまつりと同日、高岡市中田地区にて1983年（昭和58年）より始まった「中田かかし祭」が開催されており、両会場を結ぶシャトルバスを運行している。